# Cheilodactylidae

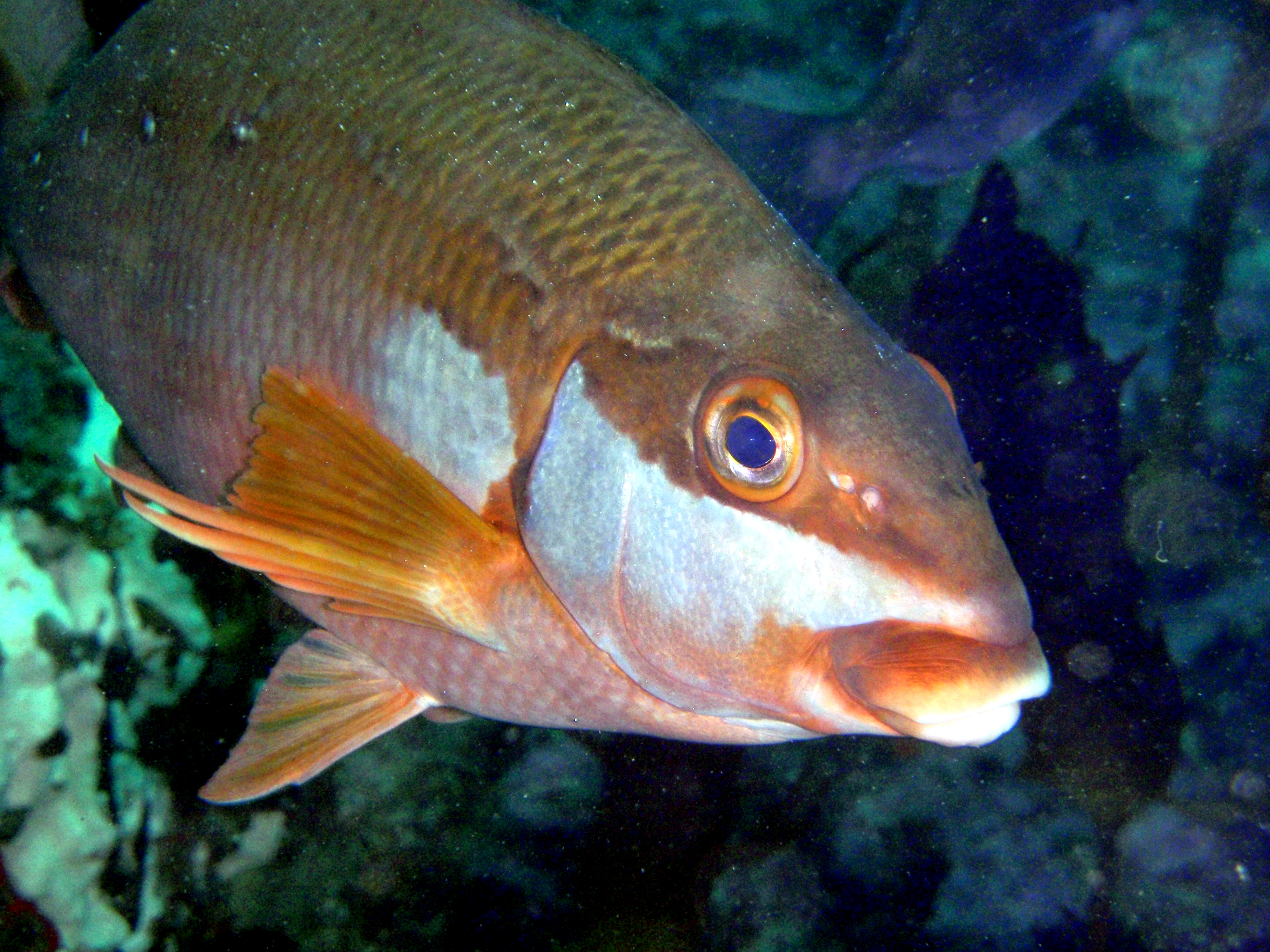
Chirodactylus brachydactylus, è ben visibile la caratteristica conformazione delle pinne pettorali

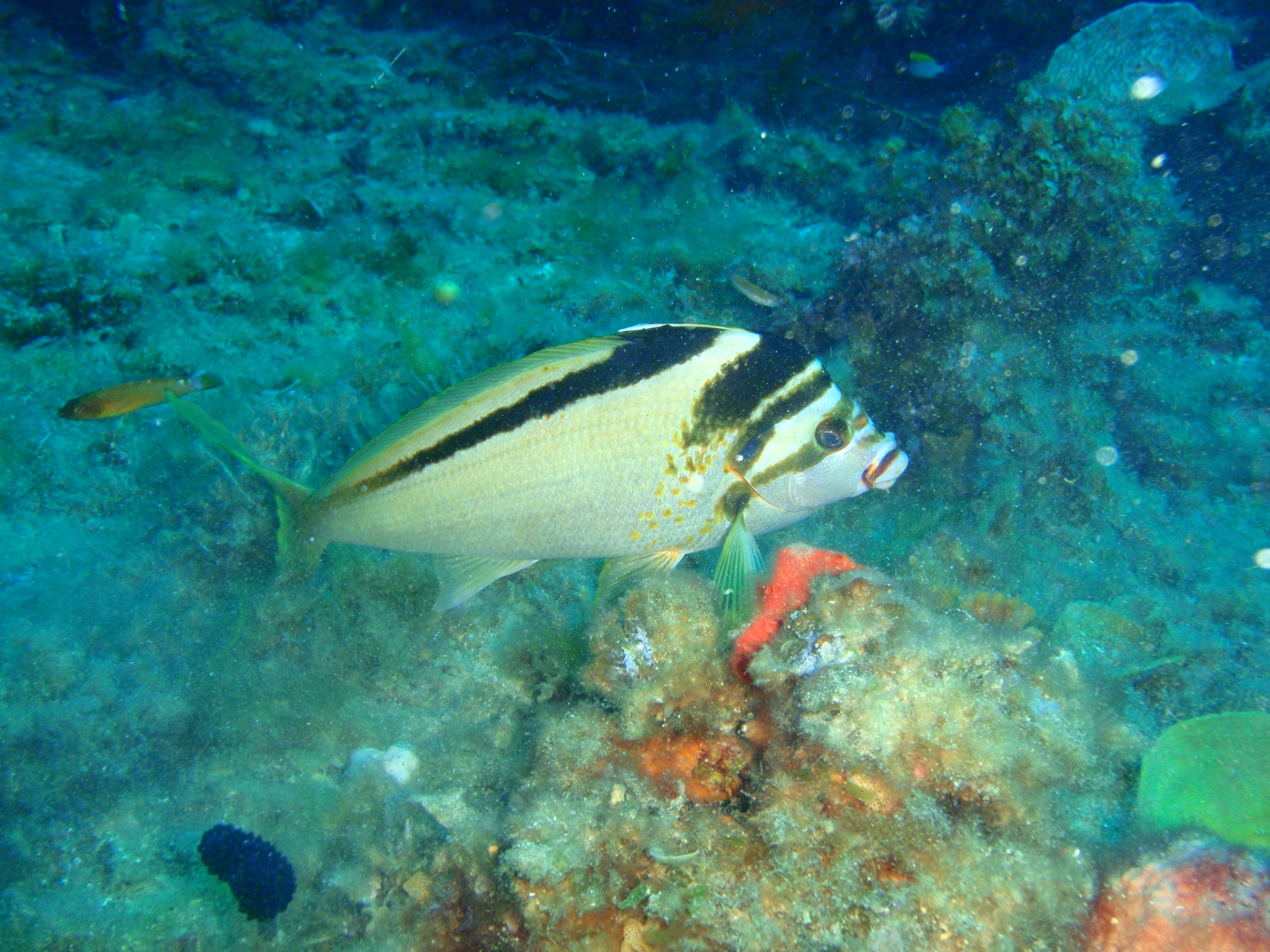
Cheilodactylus gibbosus

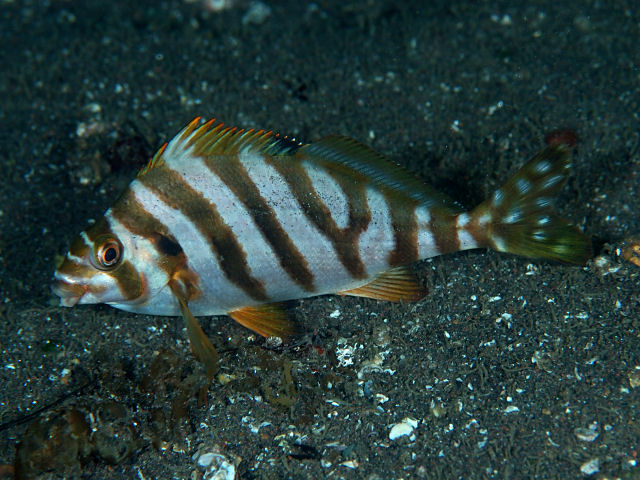
Cheilodactylus zonatus

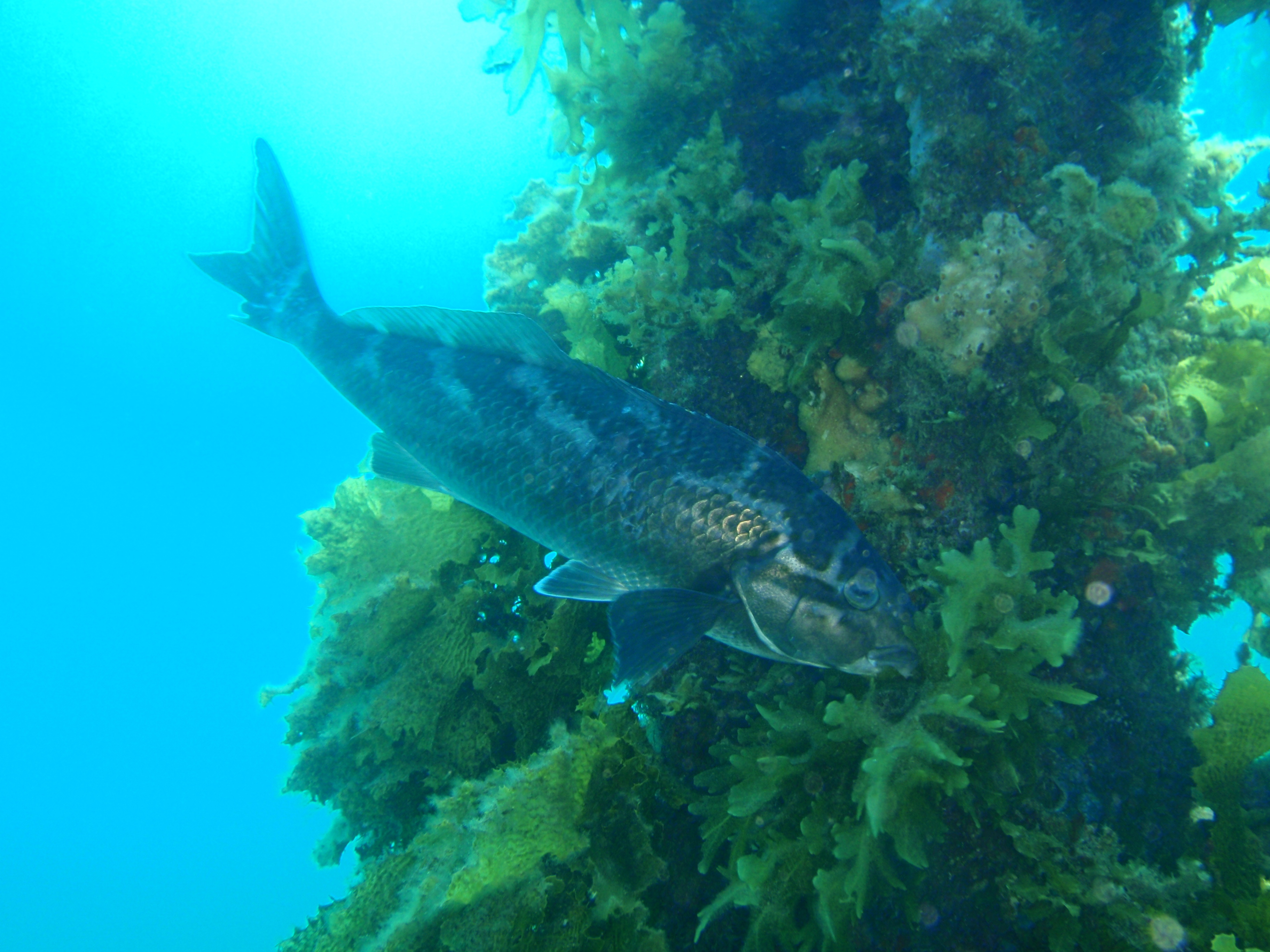
Dactylophora nigricans

Cheilodactylidae è una famiglia di pesci ossei marini appartenenti all'ordine Perciformes.

## Distribuzione e habitat
L'areale di questa famiglia comprende i mari e gli oceani temperati e subtropicali dell'emisfero australe; alcune specie sono presenti anche in limitate aree dell'emisfero boreale (Cina, Giappone e isole Hawaii). Sono pesci costieri con abitudini demersali, tipici di fondali rocciosi.

## Descrizione
I Cheilodactylidae sono pesci abbastanza slanciati e compressi lateralmente, con bocca di piccole dimensioni dotata di labbra carnose. La pinna dorsale è unica ma in alcune specie la parte anteriore a raggi spiniformi e quella posteriore molle sono separate da una profonda intaccatura. Le pinne pettorali negli adulti hanno una struttura caratteristica: i 4-7 raggi inferiori allungati, spessi e non collegati alla membrana.
Sono pesci di taglia medio grande; Chirodactylus grandis è la specie più grande con 180 cm di lunghezza.

## Biologia
Quasi tutte le specie fanno vita solitaria. Di notte si nascondono negli anfratti delle rocce.

### Alimentazione
Bastata su invertebrati bentonici.

## Generi e specie
- Genere Cheilodactylus
  - Cheilodactylus ephippium
  - Cheilodactylus fasciatus
  - Cheilodactylus francisi
  - Cheilodactylus fuscus
  - Cheilodactylus gibbosus
  - Cheilodactylus nigripes
  - Cheilodactylus pixi
  - Cheilodactylus plessisi
  - Cheilodactylus quadricornis
  - Cheilodactylus rubrolabiatus
  - Cheilodactylus spectabilis
  - Cheilodactylus variegatus
  - Cheilodactylus vestitus
  - Cheilodactylus vittatus
  - Cheilodactylus zebra
  - Cheilodactylus zonatus
- Genere Chirodactylus
  - Chirodactylus brachydactylus
  - Chirodactylus grandis
  - Chirodactylus jessicalenorum
- Genere Dactylophora
  - Dactylophora nigricans
- Genere Nemadactylus
  - Nemadactylus bergi
  - Nemadactylus douglasii
  - Nemadactylus gayi
  - Nemadactylus macropterus
  - Nemadactylus monodactylus
  - Nemadactylus valenciennesi
  - Nemadactylus vemae[2]